# Verraco de piedra

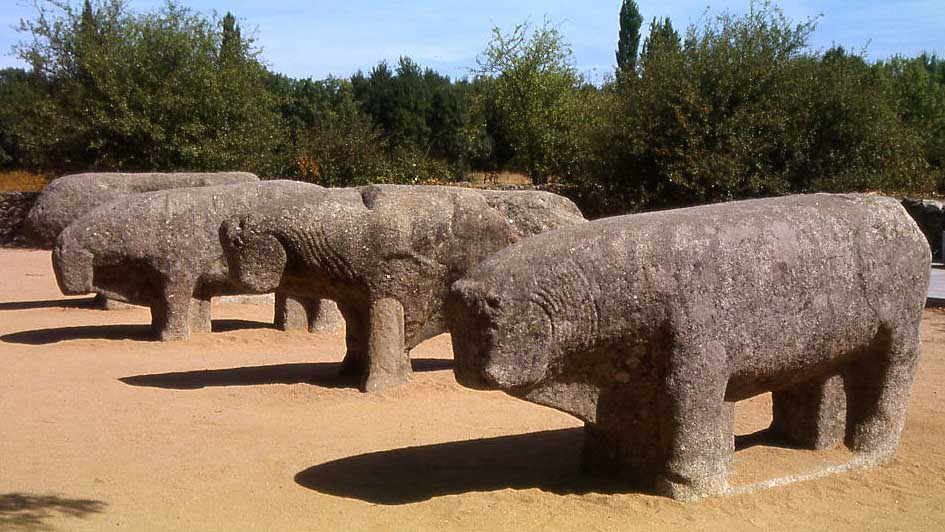
Toros de Guisando en El Tiemblo, Ávila.

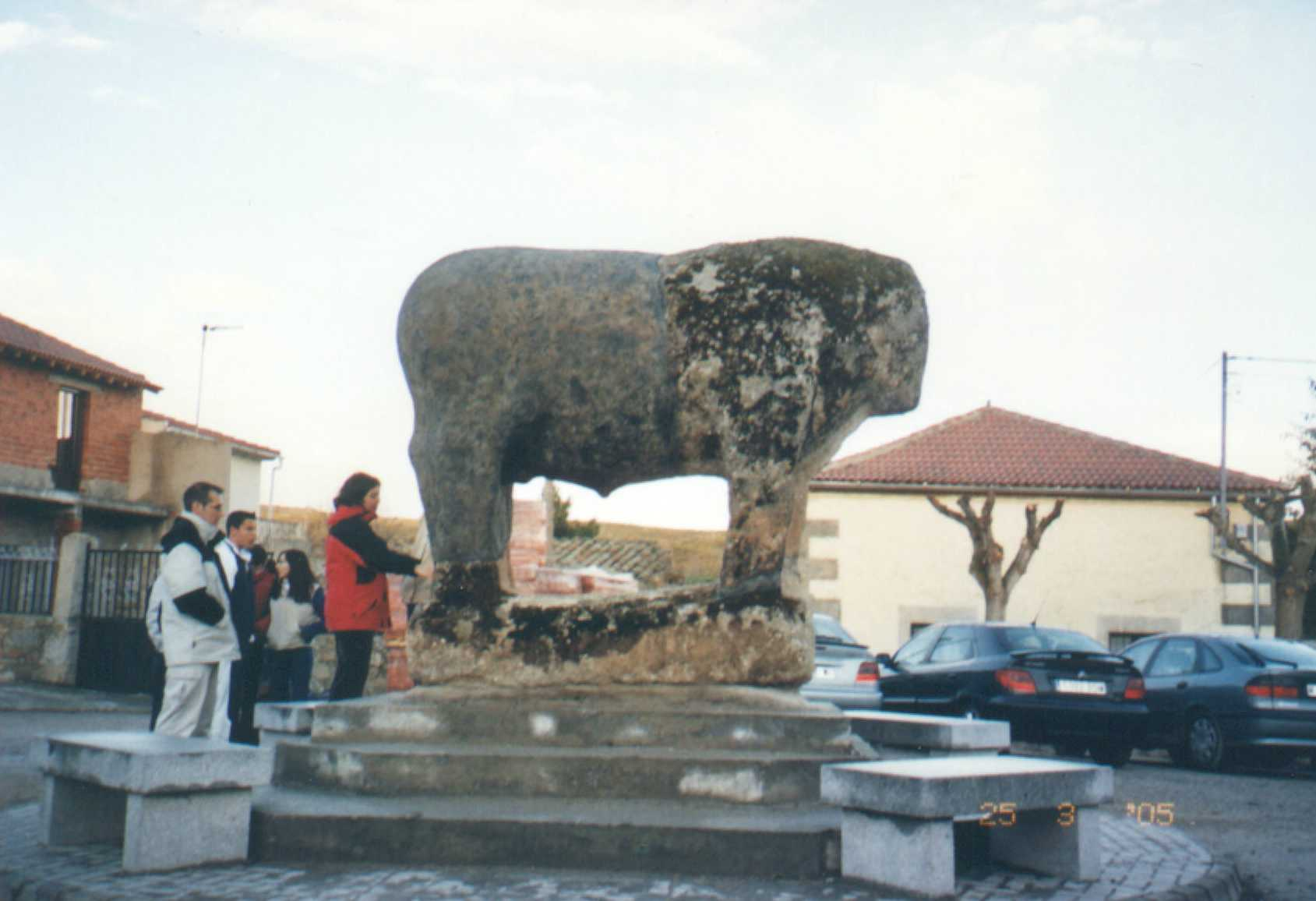
Verraco situado en la plaza mayor de Villanueva del Campillo. Es la mayor escultura zoomorfa de origen vetón encontrada hasta el momento en la península ibérica.

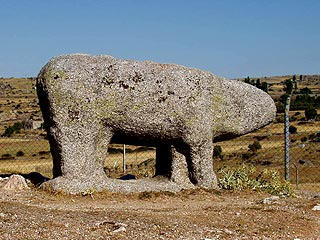
Verraco junto a la ermita de la Virgen en Mingorría, Ávila.

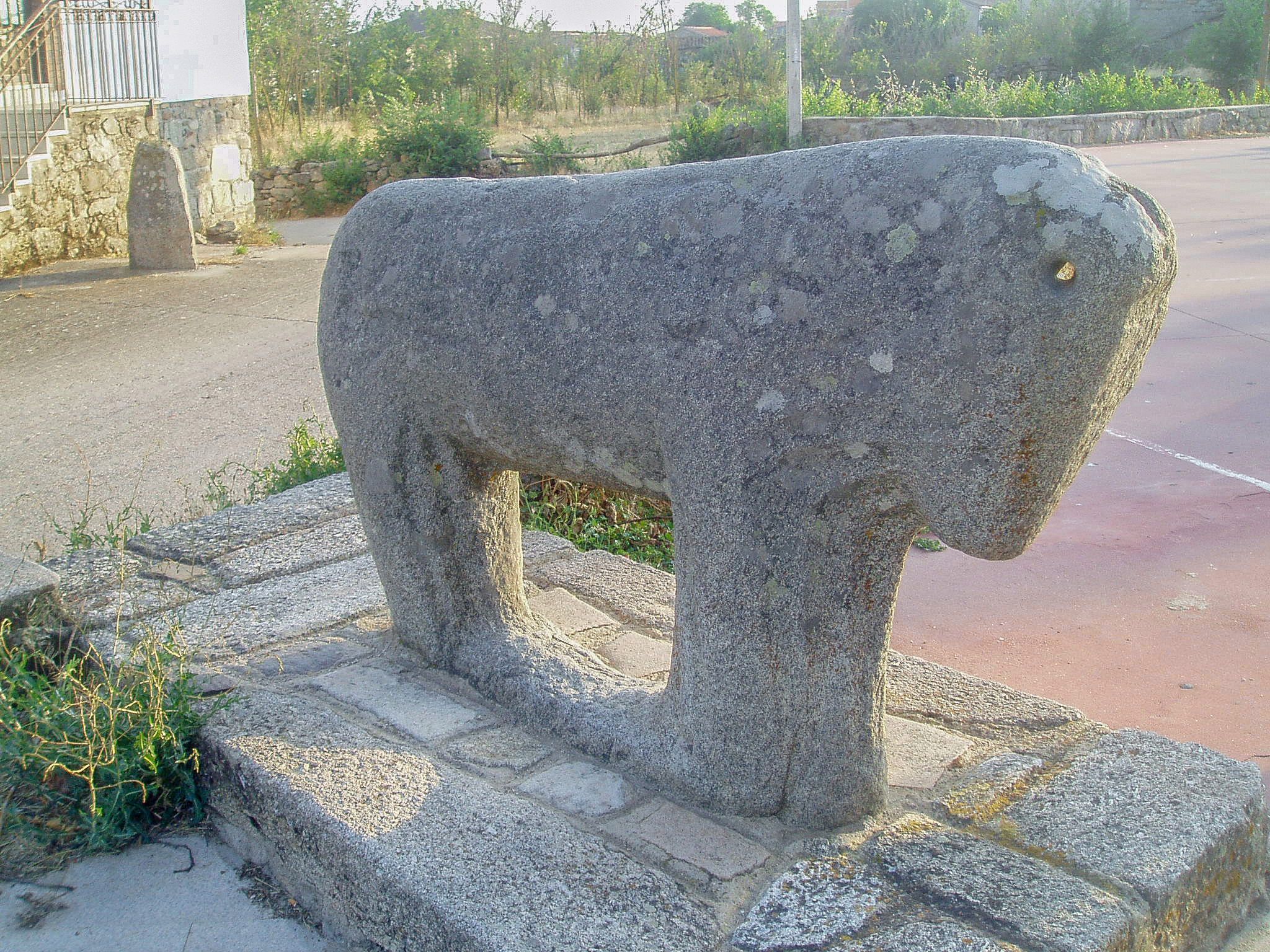
Verraco de Villardiegua (Zamora), popularmente llamada "la mula".

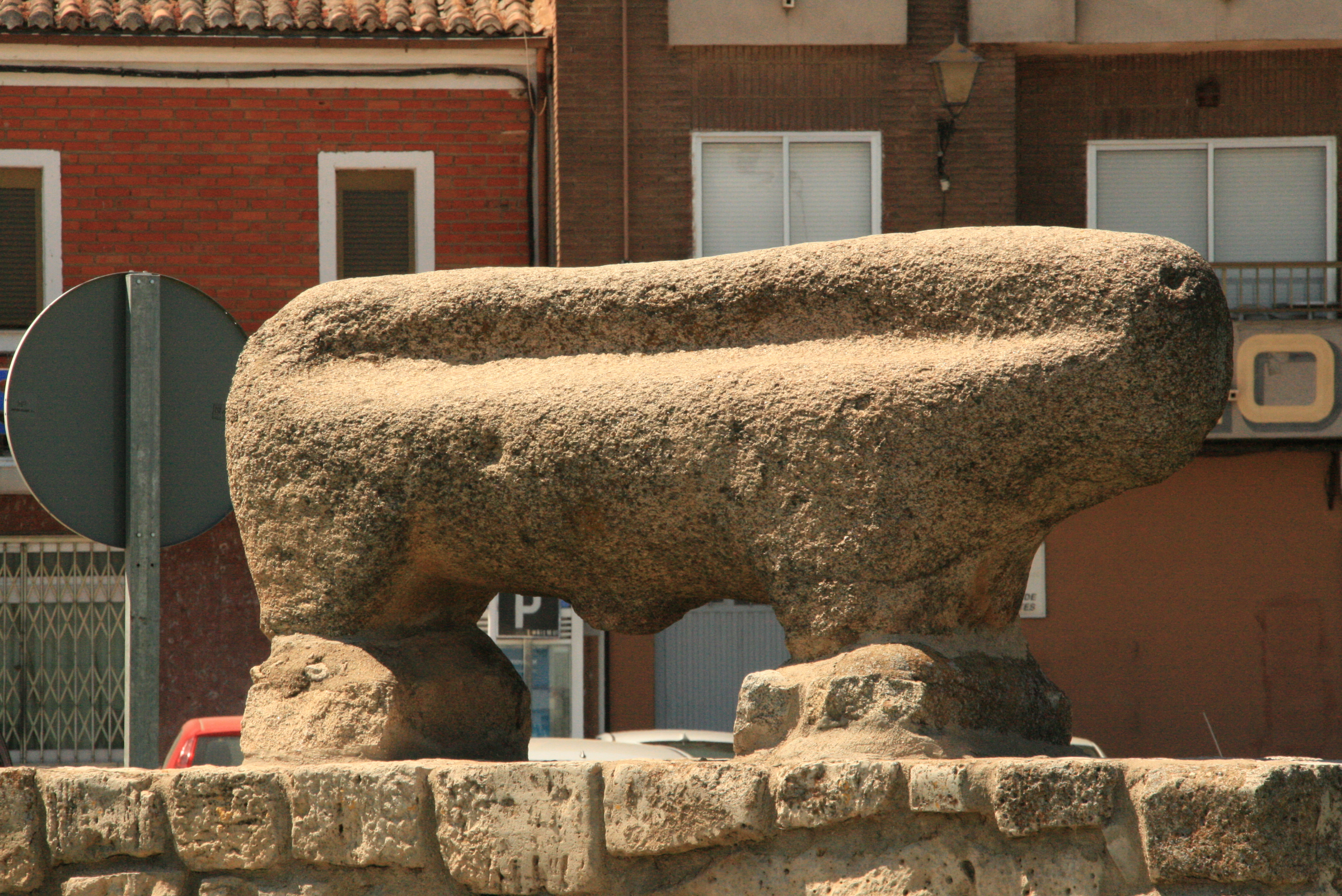
Verraco de la ciudad de Toro.

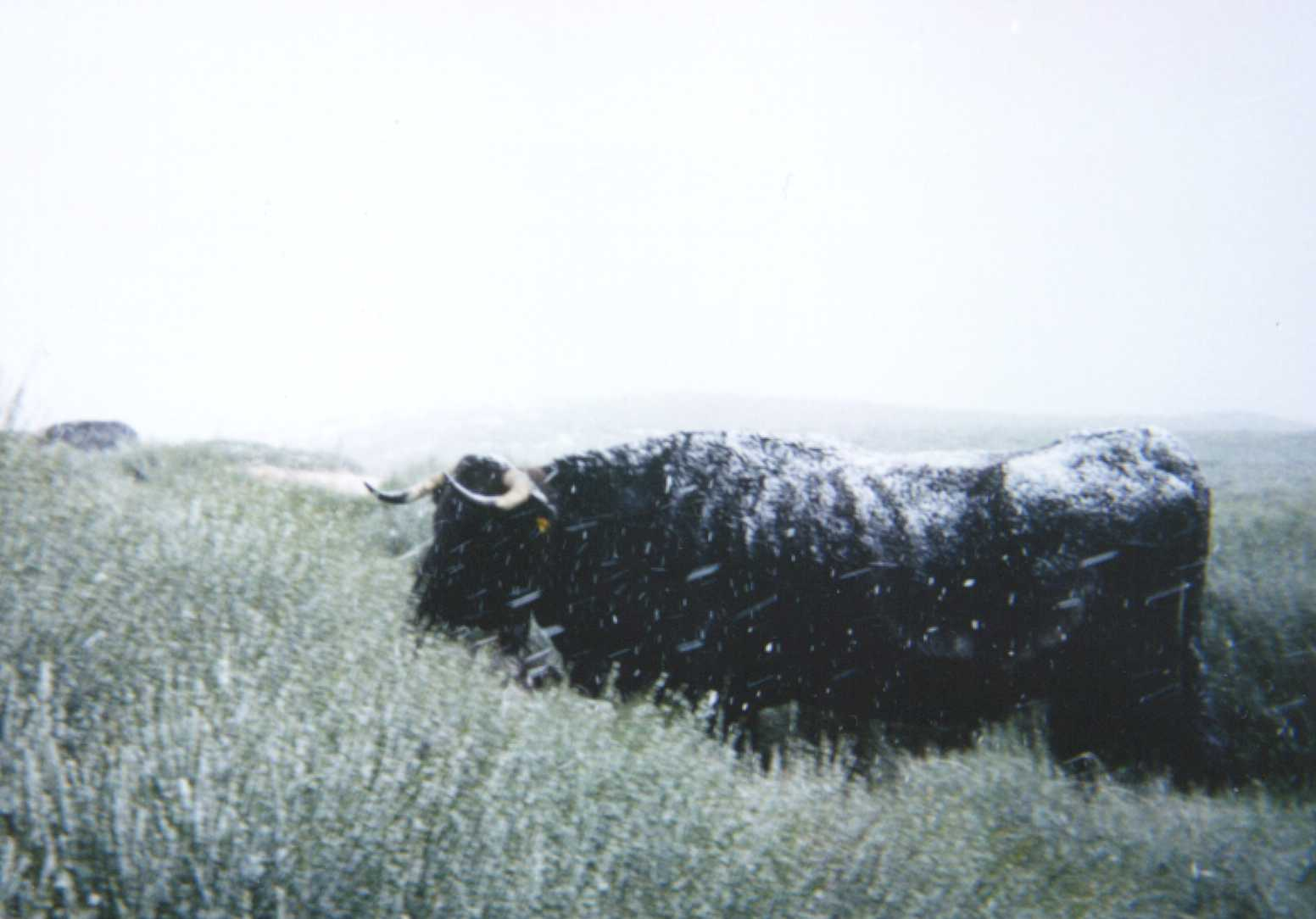
Res de avileña negra ibérica, posiblemente el modelo en el que se inspiraron los vetones.

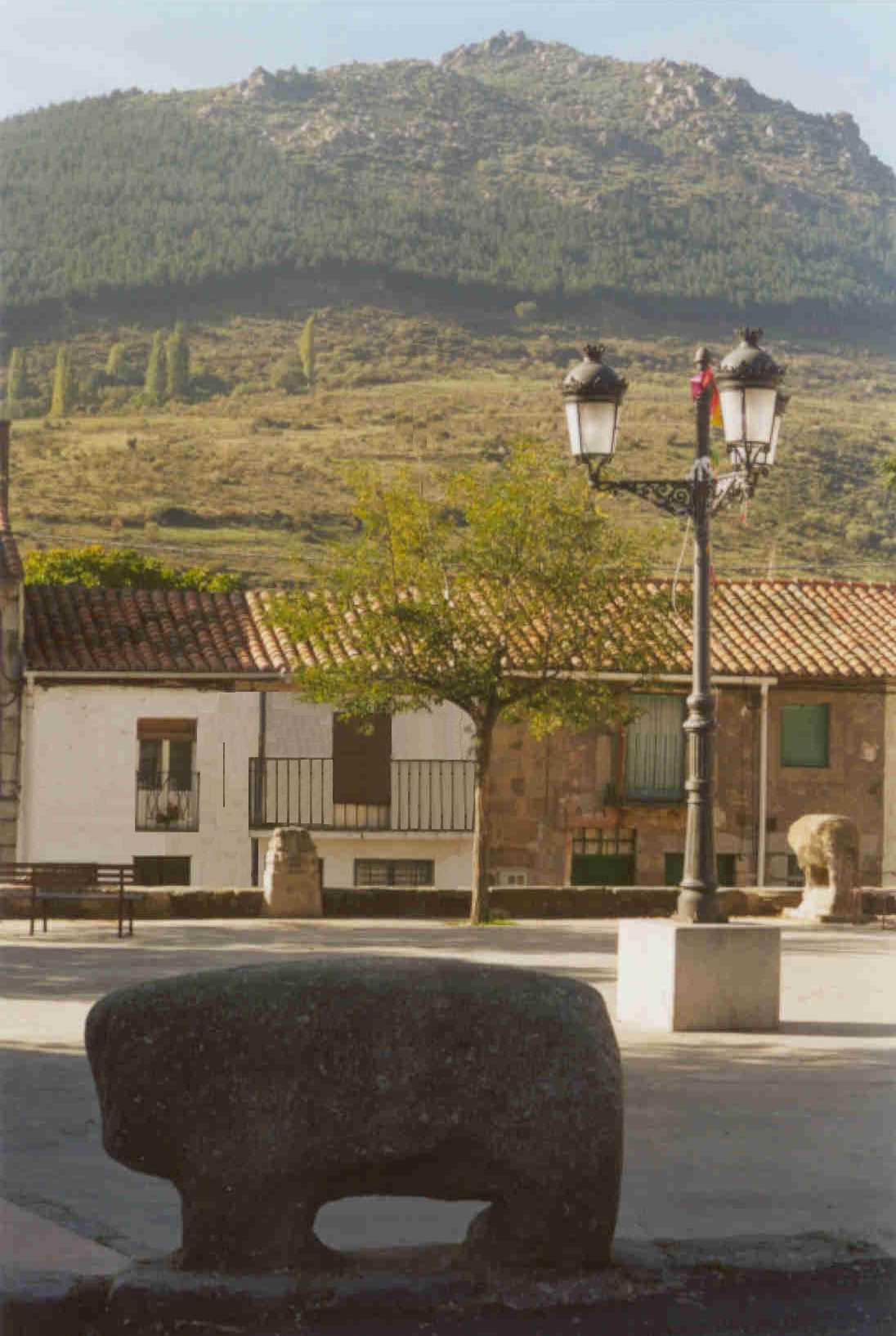
Verraco de piedra en Villatoro, Ávila.

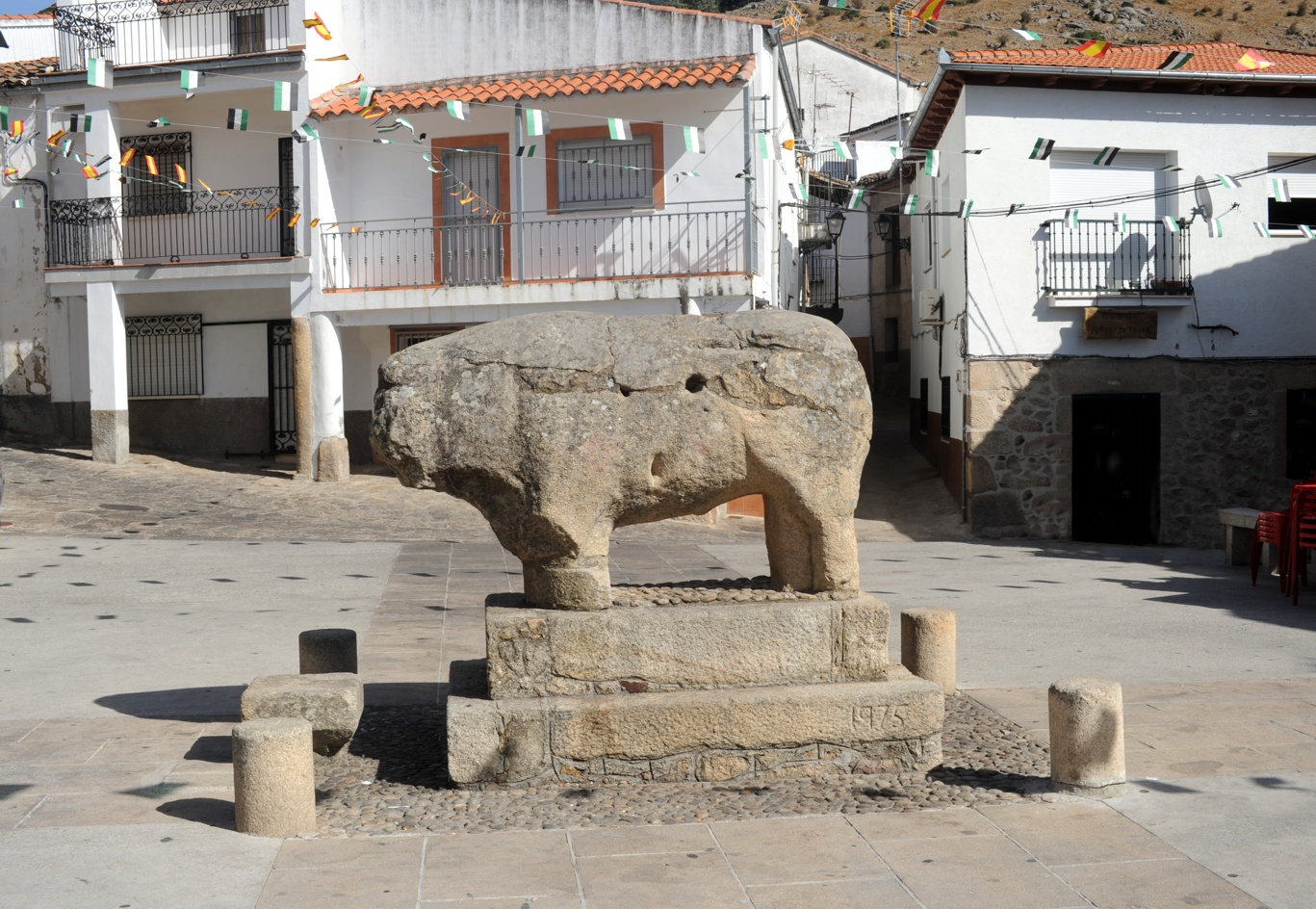
Toro de Segura de Toro, Cáceres.

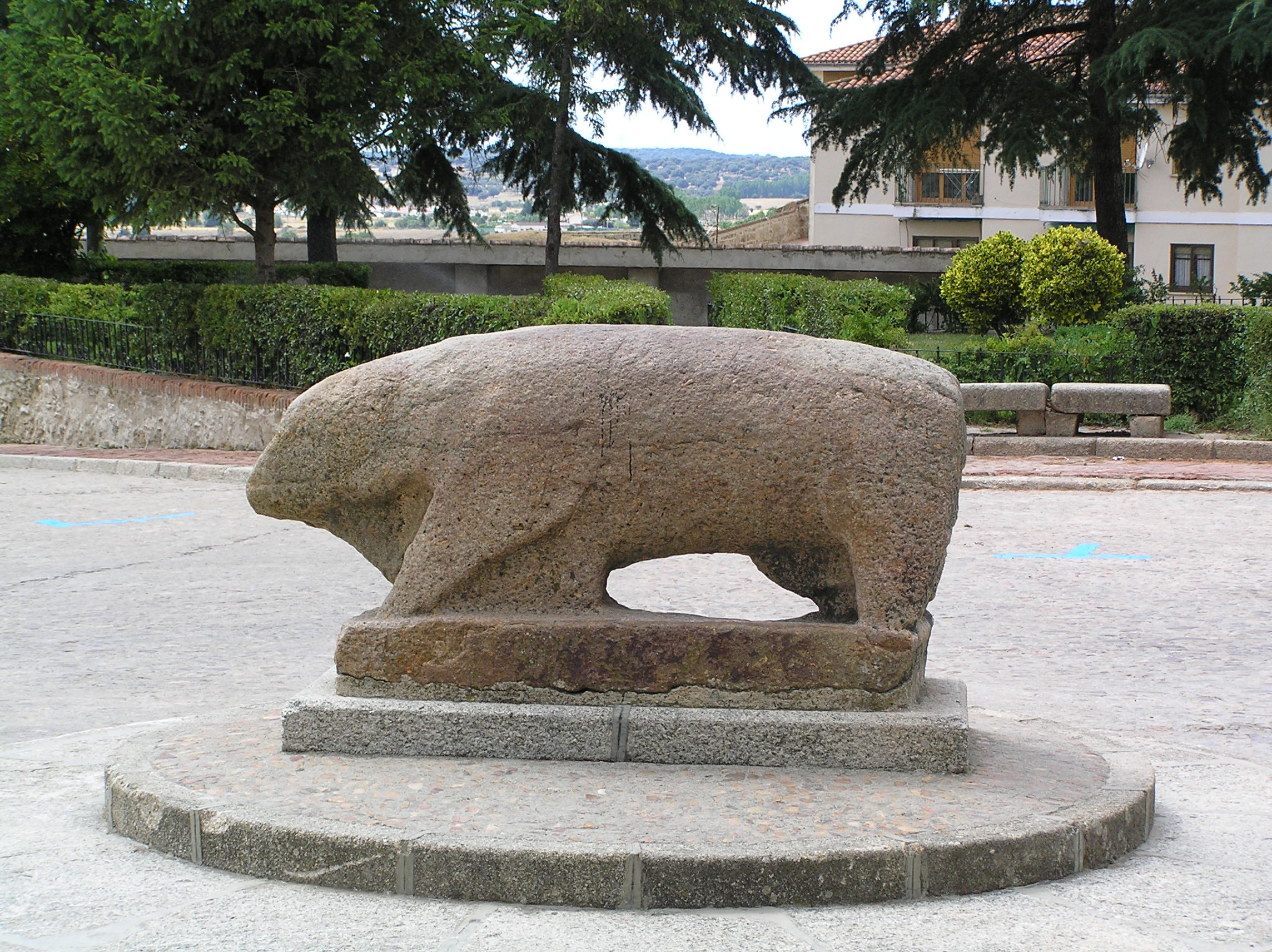
Verraco de Ciudad Rodrigo, Salamanca.

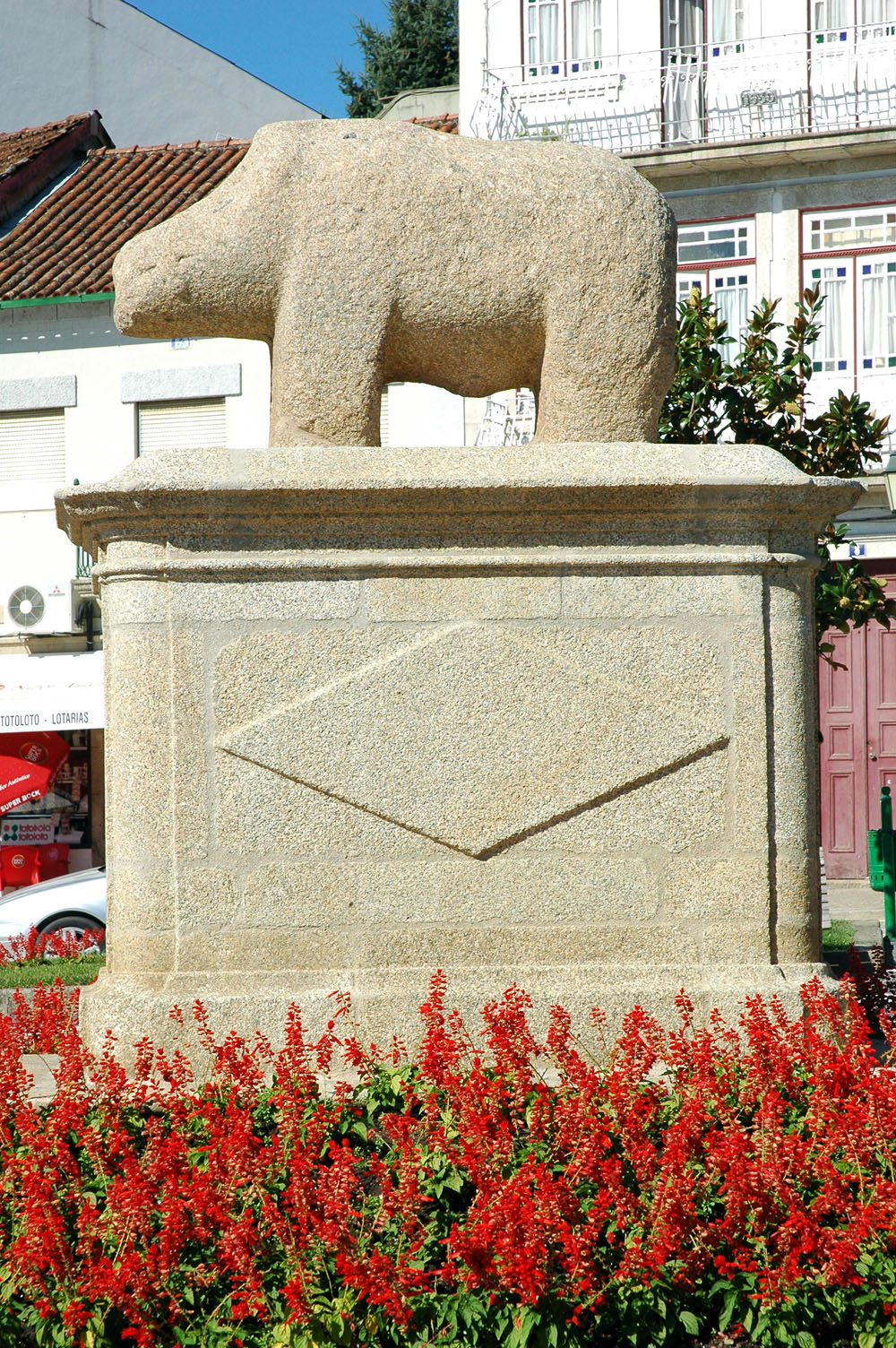
Porca de Murça, Portugal.

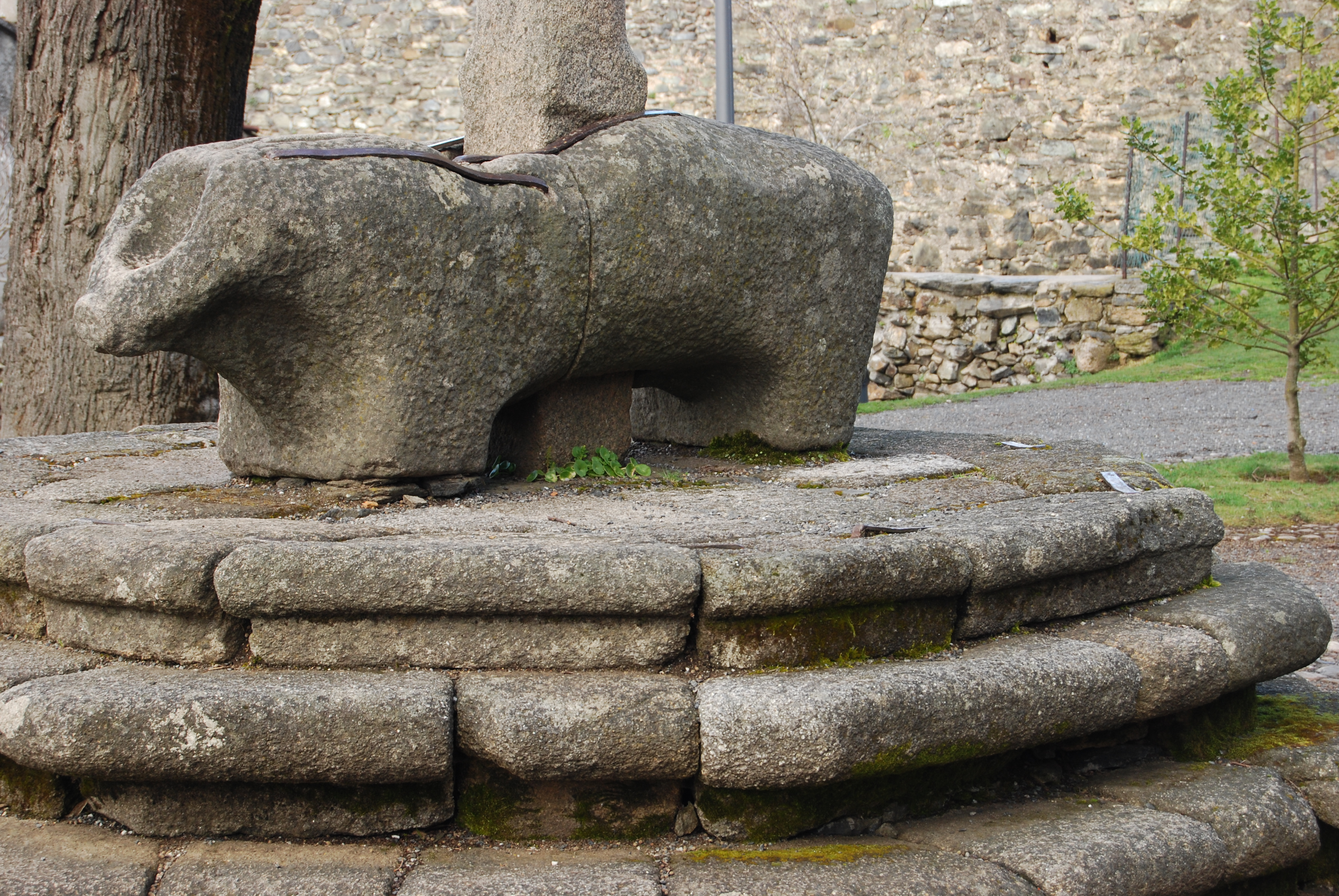
Verraco de Braganza (Portugal).

Los verracos de piedra son esculturas zoomorfas de piedra que se encuentran en España, en las provincias de Cáceres, Salamanca, Zamora, Ávila, Toledo, Vizcaya y Segovia, y en Portugal, en las regiones de Beira Interior Norte y Trás-os-Montes, de la época de los vetones (hacia el siglo V a. C), cuya finalidad no está muy clara. 

## Características
Hay varias teorías al respecto de su significado: por un lado se cree que delimitaban terrenos dedicados al pastoreo; por otro, que pudieran tener un significado místico o religioso, concretamente el culto a los muertos o ritos funerarios (esto se debe a que varios están emplazados en caminos a necrópolis, y algunos tienen grabadas inscripciones funerarias latinas de la época romana), o el culto a la fertilidad (ver Atégina) o incluso ser exvotos. 
Uno de los verracos más singulares es el ídolo de Mikeldi, aparecido en Durango (Vizcaya), pues bajo el vientre del jabalí representado aparecen discos (posiblemente el sol y la luna surgiendo de la base del terreno representada a los pies del animal) y el disco de la derecha tuvo una inscripción en caracteres de un alfabeto diferente al latino, de la que queda testimonio por un dibujo del canónigo Bernaola de finales del siglo XIX. 
Los verracos tienen diversas formas, entre las que predominan son: la de toro, cerdo, jabalí y menos frecuente la forma de oso. Cuando están bastante deformes debido al paso del tiempo, no queda la figura perfectamente definida y puede fácilmente tomarse por diferentes animales. Por lo que afecta a la representación de sus diferencias sexuales, se han documentado machos y hembras.
Cuando tienen la forma y el tamaño de un toro, se les llama  toros de piedra, aunque la palabra verraco significa «cerdo padre».
Unos de los más conocidos son los Toros de Guisando, en la provincia de Ávila, y el más grande hasta la fecha conocido ha sido recuperado recientemente y se encuentra en la plaza mayor de Villanueva del Campillo, en Ávila. También existe uno muy antiguo y en buen estado en la plaza de Torralba de Oropesa, Toledo.
Quizá el más famoso de todos es el que hay junto al puente romano de Salamanca que aparece en la novela picaresca el Lazarillo de Tormes.

Salimos de Salamanca, y llegando a la puente, está a la entrada de ella un animal de piedra, que casi tiene forma de toro. El ciego me mandó que llegase cerca del animal, y allí puesto, me dijo:
–Lázaro, llega el oído a este toro y oirás gran ruido dentro de él.
Lazarillo de Tormes

Este tipo de verracos en el período más reciente de la historia ha definido a los pueblos principalmente ganaderos.
Se encuentran otros muy semejantes en lugares tan apartados como Polonia.

## Localización de algunos verracos

### Ávila
- Aldea del Rey Niño
- Arévalo (un ejemplar en el palacio del general Vicente de Río)
- Ávila de los Caballeros (14 ejemplares procedentes de Tornadizos y 3 encontrados junto al Adaja)
- Cardeñosa (Castro de Las Cogotas)
- Chamartín (5 ejemplares, el mejor conservado es el Verraco del Castro de la Mesa de Miranda)
- Martiherrero (4 verracos)
- Mingorría
- Mirueña de los Infanzones (2 ejemplares incrustados en la pared de una casa)
- Narrillos de San Leonardo
- El Oso (ejemplar apodado "El oso" y que da nombre a la población)
- San Miguel de Corneja (ejemplar descubierto en 2019)
- San Miguel de Serrezuela (actualmente en El Torreón de los Guzmanes en Ávila capital)
- Santa María del Arroyo (Verraco de Santa María del Arroyo)
- Santo Domingo de las Posadas (1 ejemplar)
- Solana de Rioalmar  (1 ejemplar llamado verraco de Orihuelos)
- Solosancho (Verraco de Solosancho y otro ejemplar, Castro de Ulaca)
- El Tiemblo (4 ejemplares, los conocidos "Toros de Guisando")
- Tornadizos de Ávila (conservan 8 ejemplares)
- La Torre (2 verracos sin cabeza en el atrio de la iglesia y otro empotrado en una pared)
- Villanueva del Campillo (2 verracos, uno de ellos el más grande de Europa)
- Villatoro (3 ejemplares)
- Vicolozano

### Cáceres
- Coria actualmente en el Museo de la Cárcel Real de Coria.
- Botija (Castro de Villasviejas del Tamuja, "Tamusia")
- Guadalupe (Caserío de Mirabel)
- Jaraíz de la Vera
- Madrigalejo (actualmente en el Museo Arqueológico de Cáceres)
- Segura de Toro
- Valdelacasa de Tajo
- Villar del Pedroso
- Pasarón de la Vera fue destruido posiblemente en el siglo XIX, pero sigue formando parte de su escudo.

### Salamanca
- Ciudad Rodrigo (2 ejemplares, uno de ellos procedente de Gallegos de Argañán)
- Gallegos de Argañán (uno actualmente en el Museo de Salamanca y otro en la Casa de la Cultura de Ciudad Rodrigo)
- Juzbado
- Larrodrigo
- Ledesma
- Lumbrales (2 verracos)
- Masueco (actualmente en el Museo de Salamanca)
- Monleón
- Puente del Congosto
- La Redonda (actualmente en el Museo de Salamanca)
- Salamanca (el verraco del puente citado en El Lazarillo de Tormes junto al puente romano y varios ejemplares en el Museo)
- San Felices de los Gallegos
- Santibáñez de Béjar
- Tabera de Abajo
- Yecla de Yeltes (Castro de Yecla la Vieja, actualmente en el Aula arqueológica)

### Segovia
- Segovia (2 ejemplares: un toro y un jabalí; actualmente en el Museo Provincial).[2]
- Coca (3 ejemplares: dos frente al arco de la Villa[2] y uno incrustado en los muros del castillo).

### Toledo
- La Puebla de Montalbán. Un ejemplar, encontrado en 2006 y ubicado en el museo "La Celestina".[3]
- Castillo de Bayuela 2 ejemplares. Situados en la Plaza d e San Antonio y en perfecto estado
- Talavera de la Reina. Conocido como «cabeza del moro» al estar incrustado en una muralla y solo verse la cabeza.
- Talavera la Nueva
- Torralba de Oropesa
- Torrecilla de la Jara (2 ejemplares)

### Vizcaya
- Ídolo de Mikeldi, localizado en Durango, actualmente en Bilbao.

### Zamora
- Muelas del Pan (dos verracos)
- San Vitero
- Toro
- Villardiegua
- Zamora (Museo Arqueológico Provincial de Zamora)

### Tras os Montes, Portugal
- Braganza
- Coelhoso
- Parada
- Murça
- Picote
- Duas Igrejas
- Malhadas
- Torre de Dona Chama (Mirandela)

### Guarda, Portugal
- Almofala